# NGC 5390
NGC 5390 este o liner situată în constelația Câinii de Vânătoare. A fost descoperită în 1788 de către William Herschel. Se află la o distanță de 39,7 de megaparseci de Pământ.